# Kreuzigungsbildstock (Gaibach, 1579)

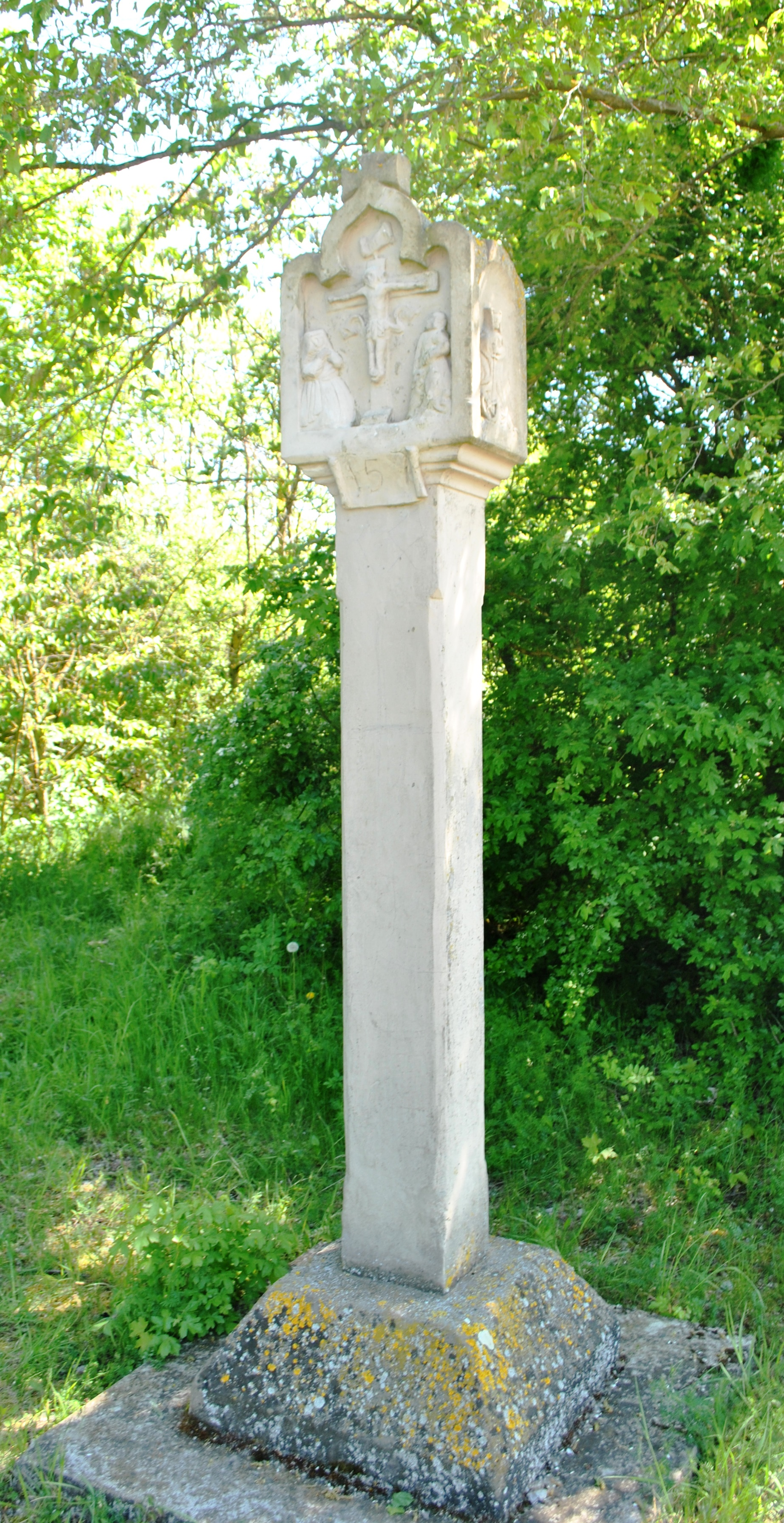
Der Bildstock in Gaibach

Der Kreuzigungsbildstock von 1579 ist eine Marter im Volkacher Ortsteil Gaibach in Unterfranken. Sie wurde im Zuge der Gegenreformation als sogenannter Monolithbildstock errichtet.

## Geschichte
Die sogenannten monolithischen Bildstöcke prägten in der Zeit der Gegenreformation die Region um Schweinfurt. Die Würzburger Fürstbischöfe förderten die Aufstellung dieser Glaubensdenkmäler überall im Bistum. Grund hierfür war unter anderem die Ausbreitung der lutherischen Lehre und die Abkehr der Freien Reichsstadt Schweinfurt vom alten Glauben. Der Bildstock ist vom Bayerischen Landesamt für Denkmalpflege als Baudenkmal eingeordnet.
Der Gaibacher Bildstock wurde von einem Steinmetz geschaffen, der weitere sieben Martern im Raum um Schweinfurt gearbeitet hat. Wahrscheinlich handelte es sich hierbei um Hans Östreicher, auf den auch Arbeiten in Gramschatz und Egenhausen zurückgehen. Die Marter wurde im Jahr 1579 unter der Herrschaft von Bischof Julius Echter von Mespelbrunn geschaffen. Der Bildstock wurde schlecht restauriert, sodass heute keine Inschrift über die Stifter mehr vorhanden ist.

## Beschreibung
Die monolithischen Bildstöcke weisen allesamt ein ähnliches Erscheinungsbild auf. Die rechteckigen, massiven Säulen gehen in einen blockhaften Kopfteil über. Allesamt wurden aus einem einzigen Stein geschaffen. Der Sockel besitzt eine quadratische Basis, die im oberen Bereich häufig jedoch stark abgeschrägt ist. Zumeist sind die Stöcke mit Wappendarstellungen verziert. In großer Mehrzahl überwiegen die Darstellungen von Kreuzigungsszenen im Aufsatz.
Der Gaibacher Bildstock besitzt die Darstellung einer Kreuzigung Christi. In der rechten Kartusche ist die heilige Katharina von Alexandrien dargestellt, links war eine Inschrift gemeißelt, die allerdings heute nicht mehr zu sehen ist. Ursprünglich war ein Wappen unterhalb des Aufsatzes angebracht, sie ist ebenfalls entfernt worden. Ein Schriftzug auf dem linken Säulenteil ist weitgehend zerstört, heute lassen sich nur die Buchstaben „HOS REIK“ (wohl Hans Östreicher) entziffern.